# Fratelli Mai
Luigi Mai (Torino, 15 febbraio 1903 – Torino, 16 ottobre 1970) e 
Guglielmo Mai (1906 – 1980), noti come i fratelli Mai, sono stati una coppia di compositori di scacchi italiani.
Costituiscono un esempio italiano di quella collaborazione scacchistica che rese celebri, per esempio, i fratelli Platov e i fratelli Behting.
Luigi e Guglielmo scrissero insieme, sulla rivista Il Problema, un articolo sui matti omologhi (Torino, 1931).
Il tema Mai (illustrato nel primo diagramma in basso) prende il loro nome: « la chiave (1. Ac6) inchioda un pezzo bianco (Pc7) e schioda un pezzo nero (Cb6); questo nella difesa tematica schioda il Pc7, che dà matto inchiodando a sua volta il pezzo nero ». Il tema Mai è un caso particolare del tema Schor, con l'aggiunta dell'inchiodatura finale del pezzo nero tematico.
Di professione Luigi era un ingegnere meccanico, Guglielmo un professore di musica.
Luigi fu presidente della Società Scacchistica Torinese tra il 1955 e il 1962.
Tre problemi dei fratelli Mai:
|   | a | b | c | d | e | f | g | h |   |
| 8 | b8 donna del bianco · c8 cavallo del nero · d8 torre del nero · f8 donna del nero · b7 re del bianco · c7 pedone del bianco · d7 alfiere del bianco · f7 torre del nero · g7 cavallo del bianco · h7 torre del bianco · a6 torre del bianco · b6 cavallo del nero · d6 re del nero · e6 pedone del bianco · c5 pedone del nero · d5 pedone del bianco · f5 pedone del nero · g5 pedone del bianco · a4 pedone del nero · d4 pedone del bianco · a3 alfiere del bianco | b8 donna del bianco · c8 cavallo del nero · d8 torre del nero · f8 donna del nero · b7 re del bianco · c7 pedone del bianco · d7 alfiere del bianco · f7 torre del nero · g7 cavallo del bianco · h7 torre del bianco · a6 torre del bianco · b6 cavallo del nero · d6 re del nero · e6 pedone del bianco · c5 pedone del nero · d5 pedone del bianco · f5 pedone del nero · g5 pedone del bianco · a4 pedone del nero · d4 pedone del bianco · a3 alfiere del bianco | b8 donna del bianco · c8 cavallo del nero · d8 torre del nero · f8 donna del nero · b7 re del bianco · c7 pedone del bianco · d7 alfiere del bianco · f7 torre del nero · g7 cavallo del bianco · h7 torre del bianco · a6 torre del bianco · b6 cavallo del nero · d6 re del nero · e6 pedone del bianco · c5 pedone del nero · d5 pedone del bianco · f5 pedone del nero · g5 pedone del bianco · a4 pedone del nero · d4 pedone del bianco · a3 alfiere del bianco | b8 donna del bianco · c8 cavallo del nero · d8 torre del nero · f8 donna del nero · b7 re del bianco · c7 pedone del bianco · d7 alfiere del bianco · f7 torre del nero · g7 cavallo del bianco · h7 torre del bianco · a6 torre del bianco · b6 cavallo del nero · d6 re del nero · e6 pedone del bianco · c5 pedone del nero · d5 pedone del bianco · f5 pedone del nero · g5 pedone del bianco · a4 pedone del nero · d4 pedone del bianco · a3 alfiere del bianco | b8 donna del bianco · c8 cavallo del nero · d8 torre del nero · f8 donna del nero · b7 re del bianco · c7 pedone del bianco · d7 alfiere del bianco · f7 torre del nero · g7 cavallo del bianco · h7 torre del bianco · a6 torre del bianco · b6 cavallo del nero · d6 re del nero · e6 pedone del bianco · c5 pedone del nero · d5 pedone del bianco · f5 pedone del nero · g5 pedone del bianco · a4 pedone del nero · d4 pedone del bianco · a3 alfiere del bianco | b8 donna del bianco · c8 cavallo del nero · d8 torre del nero · f8 donna del nero · b7 re del bianco · c7 pedone del bianco · d7 alfiere del bianco · f7 torre del nero · g7 cavallo del bianco · h7 torre del bianco · a6 torre del bianco · b6 cavallo del nero · d6 re del nero · e6 pedone del bianco · c5 pedone del nero · d5 pedone del bianco · f5 pedone del nero · g5 pedone del bianco · a4 pedone del nero · d4 pedone del bianco · a3 alfiere del bianco | b8 donna del bianco · c8 cavallo del nero · d8 torre del nero · f8 donna del nero · b7 re del bianco · c7 pedone del bianco · d7 alfiere del bianco · f7 torre del nero · g7 cavallo del bianco · h7 torre del bianco · a6 torre del bianco · b6 cavallo del nero · d6 re del nero · e6 pedone del bianco · c5 pedone del nero · d5 pedone del bianco · f5 pedone del nero · g5 pedone del bianco · a4 pedone del nero · d4 pedone del bianco · a3 alfiere del bianco | b8 donna del bianco · c8 cavallo del nero · d8 torre del nero · f8 donna del nero · b7 re del bianco · c7 pedone del bianco · d7 alfiere del bianco · f7 torre del nero · g7 cavallo del bianco · h7 torre del bianco · a6 torre del bianco · b6 cavallo del nero · d6 re del nero · e6 pedone del bianco · c5 pedone del nero · d5 pedone del bianco · f5 pedone del nero · g5 pedone del bianco · a4 pedone del nero · d4 pedone del bianco · a3 alfiere del bianco | 8 |
| 7 | b8 donna del bianco · c8 cavallo del nero · d8 torre del nero · f8 donna del nero · b7 re del bianco · c7 pedone del bianco · d7 alfiere del bianco · f7 torre del nero · g7 cavallo del bianco · h7 torre del bianco · a6 torre del bianco · b6 cavallo del nero · d6 re del nero · e6 pedone del bianco · c5 pedone del nero · d5 pedone del bianco · f5 pedone del nero · g5 pedone del bianco · a4 pedone del nero · d4 pedone del bianco · a3 alfiere del bianco | b8 donna del bianco · c8 cavallo del nero · d8 torre del nero · f8 donna del nero · b7 re del bianco · c7 pedone del bianco · d7 alfiere del bianco · f7 torre del nero · g7 cavallo del bianco · h7 torre del bianco · a6 torre del bianco · b6 cavallo del nero · d6 re del nero · e6 pedone del bianco · c5 pedone del nero · d5 pedone del bianco · f5 pedone del nero · g5 pedone del bianco · a4 pedone del nero · d4 pedone del bianco · a3 alfiere del bianco | b8 donna del bianco · c8 cavallo del nero · d8 torre del nero · f8 donna del nero · b7 re del bianco · c7 pedone del bianco · d7 alfiere del bianco · f7 torre del nero · g7 cavallo del bianco · h7 torre del bianco · a6 torre del bianco · b6 cavallo del nero · d6 re del nero · e6 pedone del bianco · c5 pedone del nero · d5 pedone del bianco · f5 pedone del nero · g5 pedone del bianco · a4 pedone del nero · d4 pedone del bianco · a3 alfiere del bianco | b8 donna del bianco · c8 cavallo del nero · d8 torre del nero · f8 donna del nero · b7 re del bianco · c7 pedone del bianco · d7 alfiere del bianco · f7 torre del nero · g7 cavallo del bianco · h7 torre del bianco · a6 torre del bianco · b6 cavallo del nero · d6 re del nero · e6 pedone del bianco · c5 pedone del nero · d5 pedone del bianco · f5 pedone del nero · g5 pedone del bianco · a4 pedone del nero · d4 pedone del bianco · a3 alfiere del bianco | b8 donna del bianco · c8 cavallo del nero · d8 torre del nero · f8 donna del nero · b7 re del bianco · c7 pedone del bianco · d7 alfiere del bianco · f7 torre del nero · g7 cavallo del bianco · h7 torre del bianco · a6 torre del bianco · b6 cavallo del nero · d6 re del nero · e6 pedone del bianco · c5 pedone del nero · d5 pedone del bianco · f5 pedone del nero · g5 pedone del bianco · a4 pedone del nero · d4 pedone del bianco · a3 alfiere del bianco | b8 donna del bianco · c8 cavallo del nero · d8 torre del nero · f8 donna del nero · b7 re del bianco · c7 pedone del bianco · d7 alfiere del bianco · f7 torre del nero · g7 cavallo del bianco · h7 torre del bianco · a6 torre del bianco · b6 cavallo del nero · d6 re del nero · e6 pedone del bianco · c5 pedone del nero · d5 pedone del bianco · f5 pedone del nero · g5 pedone del bianco · a4 pedone del nero · d4 pedone del bianco · a3 alfiere del bianco | b8 donna del bianco · c8 cavallo del nero · d8 torre del nero · f8 donna del nero · b7 re del bianco · c7 pedone del bianco · d7 alfiere del bianco · f7 torre del nero · g7 cavallo del bianco · h7 torre del bianco · a6 torre del bianco · b6 cavallo del nero · d6 re del nero · e6 pedone del bianco · c5 pedone del nero · d5 pedone del bianco · f5 pedone del nero · g5 pedone del bianco · a4 pedone del nero · d4 pedone del bianco · a3 alfiere del bianco | b8 donna del bianco · c8 cavallo del nero · d8 torre del nero · f8 donna del nero · b7 re del bianco · c7 pedone del bianco · d7 alfiere del bianco · f7 torre del nero · g7 cavallo del bianco · h7 torre del bianco · a6 torre del bianco · b6 cavallo del nero · d6 re del nero · e6 pedone del bianco · c5 pedone del nero · d5 pedone del bianco · f5 pedone del nero · g5 pedone del bianco · a4 pedone del nero · d4 pedone del bianco · a3 alfiere del bianco | 7 |
| 6 | b8 donna del bianco · c8 cavallo del nero · d8 torre del nero · f8 donna del nero · b7 re del bianco · c7 pedone del bianco · d7 alfiere del bianco · f7 torre del nero · g7 cavallo del bianco · h7 torre del bianco · a6 torre del bianco · b6 cavallo del nero · d6 re del nero · e6 pedone del bianco · c5 pedone del nero · d5 pedone del bianco · f5 pedone del nero · g5 pedone del bianco · a4 pedone del nero · d4 pedone del bianco · a3 alfiere del bianco | b8 donna del bianco · c8 cavallo del nero · d8 torre del nero · f8 donna del nero · b7 re del bianco · c7 pedone del bianco · d7 alfiere del bianco · f7 torre del nero · g7 cavallo del bianco · h7 torre del bianco · a6 torre del bianco · b6 cavallo del nero · d6 re del nero · e6 pedone del bianco · c5 pedone del nero · d5 pedone del bianco · f5 pedone del nero · g5 pedone del bianco · a4 pedone del nero · d4 pedone del bianco · a3 alfiere del bianco | b8 donna del bianco · c8 cavallo del nero · d8 torre del nero · f8 donna del nero · b7 re del bianco · c7 pedone del bianco · d7 alfiere del bianco · f7 torre del nero · g7 cavallo del bianco · h7 torre del bianco · a6 torre del bianco · b6 cavallo del nero · d6 re del nero · e6 pedone del bianco · c5 pedone del nero · d5 pedone del bianco · f5 pedone del nero · g5 pedone del bianco · a4 pedone del nero · d4 pedone del bianco · a3 alfiere del bianco | b8 donna del bianco · c8 cavallo del nero · d8 torre del nero · f8 donna del nero · b7 re del bianco · c7 pedone del bianco · d7 alfiere del bianco · f7 torre del nero · g7 cavallo del bianco · h7 torre del bianco · a6 torre del bianco · b6 cavallo del nero · d6 re del nero · e6 pedone del bianco · c5 pedone del nero · d5 pedone del bianco · f5 pedone del nero · g5 pedone del bianco · a4 pedone del nero · d4 pedone del bianco · a3 alfiere del bianco | b8 donna del bianco · c8 cavallo del nero · d8 torre del nero · f8 donna del nero · b7 re del bianco · c7 pedone del bianco · d7 alfiere del bianco · f7 torre del nero · g7 cavallo del bianco · h7 torre del bianco · a6 torre del bianco · b6 cavallo del nero · d6 re del nero · e6 pedone del bianco · c5 pedone del nero · d5 pedone del bianco · f5 pedone del nero · g5 pedone del bianco · a4 pedone del nero · d4 pedone del bianco · a3 alfiere del bianco | b8 donna del bianco · c8 cavallo del nero · d8 torre del nero · f8 donna del nero · b7 re del bianco · c7 pedone del bianco · d7 alfiere del bianco · f7 torre del nero · g7 cavallo del bianco · h7 torre del bianco · a6 torre del bianco · b6 cavallo del nero · d6 re del nero · e6 pedone del bianco · c5 pedone del nero · d5 pedone del bianco · f5 pedone del nero · g5 pedone del bianco · a4 pedone del nero · d4 pedone del bianco · a3 alfiere del bianco | b8 donna del bianco · c8 cavallo del nero · d8 torre del nero · f8 donna del nero · b7 re del bianco · c7 pedone del bianco · d7 alfiere del bianco · f7 torre del nero · g7 cavallo del bianco · h7 torre del bianco · a6 torre del bianco · b6 cavallo del nero · d6 re del nero · e6 pedone del bianco · c5 pedone del nero · d5 pedone del bianco · f5 pedone del nero · g5 pedone del bianco · a4 pedone del nero · d4 pedone del bianco · a3 alfiere del bianco | b8 donna del bianco · c8 cavallo del nero · d8 torre del nero · f8 donna del nero · b7 re del bianco · c7 pedone del bianco · d7 alfiere del bianco · f7 torre del nero · g7 cavallo del bianco · h7 torre del bianco · a6 torre del bianco · b6 cavallo del nero · d6 re del nero · e6 pedone del bianco · c5 pedone del nero · d5 pedone del bianco · f5 pedone del nero · g5 pedone del bianco · a4 pedone del nero · d4 pedone del bianco · a3 alfiere del bianco | 6 |
| 5 | b8 donna del bianco · c8 cavallo del nero · d8 torre del nero · f8 donna del nero · b7 re del bianco · c7 pedone del bianco · d7 alfiere del bianco · f7 torre del nero · g7 cavallo del bianco · h7 torre del bianco · a6 torre del bianco · b6 cavallo del nero · d6 re del nero · e6 pedone del bianco · c5 pedone del nero · d5 pedone del bianco · f5 pedone del nero · g5 pedone del bianco · a4 pedone del nero · d4 pedone del bianco · a3 alfiere del bianco | b8 donna del bianco · c8 cavallo del nero · d8 torre del nero · f8 donna del nero · b7 re del bianco · c7 pedone del bianco · d7 alfiere del bianco · f7 torre del nero · g7 cavallo del bianco · h7 torre del bianco · a6 torre del bianco · b6 cavallo del nero · d6 re del nero · e6 pedone del bianco · c5 pedone del nero · d5 pedone del bianco · f5 pedone del nero · g5 pedone del bianco · a4 pedone del nero · d4 pedone del bianco · a3 alfiere del bianco | b8 donna del bianco · c8 cavallo del nero · d8 torre del nero · f8 donna del nero · b7 re del bianco · c7 pedone del bianco · d7 alfiere del bianco · f7 torre del nero · g7 cavallo del bianco · h7 torre del bianco · a6 torre del bianco · b6 cavallo del nero · d6 re del nero · e6 pedone del bianco · c5 pedone del nero · d5 pedone del bianco · f5 pedone del nero · g5 pedone del bianco · a4 pedone del nero · d4 pedone del bianco · a3 alfiere del bianco | b8 donna del bianco · c8 cavallo del nero · d8 torre del nero · f8 donna del nero · b7 re del bianco · c7 pedone del bianco · d7 alfiere del bianco · f7 torre del nero · g7 cavallo del bianco · h7 torre del bianco · a6 torre del bianco · b6 cavallo del nero · d6 re del nero · e6 pedone del bianco · c5 pedone del nero · d5 pedone del bianco · f5 pedone del nero · g5 pedone del bianco · a4 pedone del nero · d4 pedone del bianco · a3 alfiere del bianco | b8 donna del bianco · c8 cavallo del nero · d8 torre del nero · f8 donna del nero · b7 re del bianco · c7 pedone del bianco · d7 alfiere del bianco · f7 torre del nero · g7 cavallo del bianco · h7 torre del bianco · a6 torre del bianco · b6 cavallo del nero · d6 re del nero · e6 pedone del bianco · c5 pedone del nero · d5 pedone del bianco · f5 pedone del nero · g5 pedone del bianco · a4 pedone del nero · d4 pedone del bianco · a3 alfiere del bianco | b8 donna del bianco · c8 cavallo del nero · d8 torre del nero · f8 donna del nero · b7 re del bianco · c7 pedone del bianco · d7 alfiere del bianco · f7 torre del nero · g7 cavallo del bianco · h7 torre del bianco · a6 torre del bianco · b6 cavallo del nero · d6 re del nero · e6 pedone del bianco · c5 pedone del nero · d5 pedone del bianco · f5 pedone del nero · g5 pedone del bianco · a4 pedone del nero · d4 pedone del bianco · a3 alfiere del bianco | b8 donna del bianco · c8 cavallo del nero · d8 torre del nero · f8 donna del nero · b7 re del bianco · c7 pedone del bianco · d7 alfiere del bianco · f7 torre del nero · g7 cavallo del bianco · h7 torre del bianco · a6 torre del bianco · b6 cavallo del nero · d6 re del nero · e6 pedone del bianco · c5 pedone del nero · d5 pedone del bianco · f5 pedone del nero · g5 pedone del bianco · a4 pedone del nero · d4 pedone del bianco · a3 alfiere del bianco | b8 donna del bianco · c8 cavallo del nero · d8 torre del nero · f8 donna del nero · b7 re del bianco · c7 pedone del bianco · d7 alfiere del bianco · f7 torre del nero · g7 cavallo del bianco · h7 torre del bianco · a6 torre del bianco · b6 cavallo del nero · d6 re del nero · e6 pedone del bianco · c5 pedone del nero · d5 pedone del bianco · f5 pedone del nero · g5 pedone del bianco · a4 pedone del nero · d4 pedone del bianco · a3 alfiere del bianco | 5 |
| 4 | b8 donna del bianco · c8 cavallo del nero · d8 torre del nero · f8 donna del nero · b7 re del bianco · c7 pedone del bianco · d7 alfiere del bianco · f7 torre del nero · g7 cavallo del bianco · h7 torre del bianco · a6 torre del bianco · b6 cavallo del nero · d6 re del nero · e6 pedone del bianco · c5 pedone del nero · d5 pedone del bianco · f5 pedone del nero · g5 pedone del bianco · a4 pedone del nero · d4 pedone del bianco · a3 alfiere del bianco | b8 donna del bianco · c8 cavallo del nero · d8 torre del nero · f8 donna del nero · b7 re del bianco · c7 pedone del bianco · d7 alfiere del bianco · f7 torre del nero · g7 cavallo del bianco · h7 torre del bianco · a6 torre del bianco · b6 cavallo del nero · d6 re del nero · e6 pedone del bianco · c5 pedone del nero · d5 pedone del bianco · f5 pedone del nero · g5 pedone del bianco · a4 pedone del nero · d4 pedone del bianco · a3 alfiere del bianco | b8 donna del bianco · c8 cavallo del nero · d8 torre del nero · f8 donna del nero · b7 re del bianco · c7 pedone del bianco · d7 alfiere del bianco · f7 torre del nero · g7 cavallo del bianco · h7 torre del bianco · a6 torre del bianco · b6 cavallo del nero · d6 re del nero · e6 pedone del bianco · c5 pedone del nero · d5 pedone del bianco · f5 pedone del nero · g5 pedone del bianco · a4 pedone del nero · d4 pedone del bianco · a3 alfiere del bianco | b8 donna del bianco · c8 cavallo del nero · d8 torre del nero · f8 donna del nero · b7 re del bianco · c7 pedone del bianco · d7 alfiere del bianco · f7 torre del nero · g7 cavallo del bianco · h7 torre del bianco · a6 torre del bianco · b6 cavallo del nero · d6 re del nero · e6 pedone del bianco · c5 pedone del nero · d5 pedone del bianco · f5 pedone del nero · g5 pedone del bianco · a4 pedone del nero · d4 pedone del bianco · a3 alfiere del bianco | b8 donna del bianco · c8 cavallo del nero · d8 torre del nero · f8 donna del nero · b7 re del bianco · c7 pedone del bianco · d7 alfiere del bianco · f7 torre del nero · g7 cavallo del bianco · h7 torre del bianco · a6 torre del bianco · b6 cavallo del nero · d6 re del nero · e6 pedone del bianco · c5 pedone del nero · d5 pedone del bianco · f5 pedone del nero · g5 pedone del bianco · a4 pedone del nero · d4 pedone del bianco · a3 alfiere del bianco | b8 donna del bianco · c8 cavallo del nero · d8 torre del nero · f8 donna del nero · b7 re del bianco · c7 pedone del bianco · d7 alfiere del bianco · f7 torre del nero · g7 cavallo del bianco · h7 torre del bianco · a6 torre del bianco · b6 cavallo del nero · d6 re del nero · e6 pedone del bianco · c5 pedone del nero · d5 pedone del bianco · f5 pedone del nero · g5 pedone del bianco · a4 pedone del nero · d4 pedone del bianco · a3 alfiere del bianco | b8 donna del bianco · c8 cavallo del nero · d8 torre del nero · f8 donna del nero · b7 re del bianco · c7 pedone del bianco · d7 alfiere del bianco · f7 torre del nero · g7 cavallo del bianco · h7 torre del bianco · a6 torre del bianco · b6 cavallo del nero · d6 re del nero · e6 pedone del bianco · c5 pedone del nero · d5 pedone del bianco · f5 pedone del nero · g5 pedone del bianco · a4 pedone del nero · d4 pedone del bianco · a3 alfiere del bianco | b8 donna del bianco · c8 cavallo del nero · d8 torre del nero · f8 donna del nero · b7 re del bianco · c7 pedone del bianco · d7 alfiere del bianco · f7 torre del nero · g7 cavallo del bianco · h7 torre del bianco · a6 torre del bianco · b6 cavallo del nero · d6 re del nero · e6 pedone del bianco · c5 pedone del nero · d5 pedone del bianco · f5 pedone del nero · g5 pedone del bianco · a4 pedone del nero · d4 pedone del bianco · a3 alfiere del bianco | 4 |
| 3 | b8 donna del bianco · c8 cavallo del nero · d8 torre del nero · f8 donna del nero · b7 re del bianco · c7 pedone del bianco · d7 alfiere del bianco · f7 torre del nero · g7 cavallo del bianco · h7 torre del bianco · a6 torre del bianco · b6 cavallo del nero · d6 re del nero · e6 pedone del bianco · c5 pedone del nero · d5 pedone del bianco · f5 pedone del nero · g5 pedone del bianco · a4 pedone del nero · d4 pedone del bianco · a3 alfiere del bianco | b8 donna del bianco · c8 cavallo del nero · d8 torre del nero · f8 donna del nero · b7 re del bianco · c7 pedone del bianco · d7 alfiere del bianco · f7 torre del nero · g7 cavallo del bianco · h7 torre del bianco · a6 torre del bianco · b6 cavallo del nero · d6 re del nero · e6 pedone del bianco · c5 pedone del nero · d5 pedone del bianco · f5 pedone del nero · g5 pedone del bianco · a4 pedone del nero · d4 pedone del bianco · a3 alfiere del bianco | b8 donna del bianco · c8 cavallo del nero · d8 torre del nero · f8 donna del nero · b7 re del bianco · c7 pedone del bianco · d7 alfiere del bianco · f7 torre del nero · g7 cavallo del bianco · h7 torre del bianco · a6 torre del bianco · b6 cavallo del nero · d6 re del nero · e6 pedone del bianco · c5 pedone del nero · d5 pedone del bianco · f5 pedone del nero · g5 pedone del bianco · a4 pedone del nero · d4 pedone del bianco · a3 alfiere del bianco | b8 donna del bianco · c8 cavallo del nero · d8 torre del nero · f8 donna del nero · b7 re del bianco · c7 pedone del bianco · d7 alfiere del bianco · f7 torre del nero · g7 cavallo del bianco · h7 torre del bianco · a6 torre del bianco · b6 cavallo del nero · d6 re del nero · e6 pedone del bianco · c5 pedone del nero · d5 pedone del bianco · f5 pedone del nero · g5 pedone del bianco · a4 pedone del nero · d4 pedone del bianco · a3 alfiere del bianco | b8 donna del bianco · c8 cavallo del nero · d8 torre del nero · f8 donna del nero · b7 re del bianco · c7 pedone del bianco · d7 alfiere del bianco · f7 torre del nero · g7 cavallo del bianco · h7 torre del bianco · a6 torre del bianco · b6 cavallo del nero · d6 re del nero · e6 pedone del bianco · c5 pedone del nero · d5 pedone del bianco · f5 pedone del nero · g5 pedone del bianco · a4 pedone del nero · d4 pedone del bianco · a3 alfiere del bianco | b8 donna del bianco · c8 cavallo del nero · d8 torre del nero · f8 donna del nero · b7 re del bianco · c7 pedone del bianco · d7 alfiere del bianco · f7 torre del nero · g7 cavallo del bianco · h7 torre del bianco · a6 torre del bianco · b6 cavallo del nero · d6 re del nero · e6 pedone del bianco · c5 pedone del nero · d5 pedone del bianco · f5 pedone del nero · g5 pedone del bianco · a4 pedone del nero · d4 pedone del bianco · a3 alfiere del bianco | b8 donna del bianco · c8 cavallo del nero · d8 torre del nero · f8 donna del nero · b7 re del bianco · c7 pedone del bianco · d7 alfiere del bianco · f7 torre del nero · g7 cavallo del bianco · h7 torre del bianco · a6 torre del bianco · b6 cavallo del nero · d6 re del nero · e6 pedone del bianco · c5 pedone del nero · d5 pedone del bianco · f5 pedone del nero · g5 pedone del bianco · a4 pedone del nero · d4 pedone del bianco · a3 alfiere del bianco | b8 donna del bianco · c8 cavallo del nero · d8 torre del nero · f8 donna del nero · b7 re del bianco · c7 pedone del bianco · d7 alfiere del bianco · f7 torre del nero · g7 cavallo del bianco · h7 torre del bianco · a6 torre del bianco · b6 cavallo del nero · d6 re del nero · e6 pedone del bianco · c5 pedone del nero · d5 pedone del bianco · f5 pedone del nero · g5 pedone del bianco · a4 pedone del nero · d4 pedone del bianco · a3 alfiere del bianco | 3 |
| 2 | b8 donna del bianco · c8 cavallo del nero · d8 torre del nero · f8 donna del nero · b7 re del bianco · c7 pedone del bianco · d7 alfiere del bianco · f7 torre del nero · g7 cavallo del bianco · h7 torre del bianco · a6 torre del bianco · b6 cavallo del nero · d6 re del nero · e6 pedone del bianco · c5 pedone del nero · d5 pedone del bianco · f5 pedone del nero · g5 pedone del bianco · a4 pedone del nero · d4 pedone del bianco · a3 alfiere del bianco | b8 donna del bianco · c8 cavallo del nero · d8 torre del nero · f8 donna del nero · b7 re del bianco · c7 pedone del bianco · d7 alfiere del bianco · f7 torre del nero · g7 cavallo del bianco · h7 torre del bianco · a6 torre del bianco · b6 cavallo del nero · d6 re del nero · e6 pedone del bianco · c5 pedone del nero · d5 pedone del bianco · f5 pedone del nero · g5 pedone del bianco · a4 pedone del nero · d4 pedone del bianco · a3 alfiere del bianco | b8 donna del bianco · c8 cavallo del nero · d8 torre del nero · f8 donna del nero · b7 re del bianco · c7 pedone del bianco · d7 alfiere del bianco · f7 torre del nero · g7 cavallo del bianco · h7 torre del bianco · a6 torre del bianco · b6 cavallo del nero · d6 re del nero · e6 pedone del bianco · c5 pedone del nero · d5 pedone del bianco · f5 pedone del nero · g5 pedone del bianco · a4 pedone del nero · d4 pedone del bianco · a3 alfiere del bianco | b8 donna del bianco · c8 cavallo del nero · d8 torre del nero · f8 donna del nero · b7 re del bianco · c7 pedone del bianco · d7 alfiere del bianco · f7 torre del nero · g7 cavallo del bianco · h7 torre del bianco · a6 torre del bianco · b6 cavallo del nero · d6 re del nero · e6 pedone del bianco · c5 pedone del nero · d5 pedone del bianco · f5 pedone del nero · g5 pedone del bianco · a4 pedone del nero · d4 pedone del bianco · a3 alfiere del bianco | b8 donna del bianco · c8 cavallo del nero · d8 torre del nero · f8 donna del nero · b7 re del bianco · c7 pedone del bianco · d7 alfiere del bianco · f7 torre del nero · g7 cavallo del bianco · h7 torre del bianco · a6 torre del bianco · b6 cavallo del nero · d6 re del nero · e6 pedone del bianco · c5 pedone del nero · d5 pedone del bianco · f5 pedone del nero · g5 pedone del bianco · a4 pedone del nero · d4 pedone del bianco · a3 alfiere del bianco | b8 donna del bianco · c8 cavallo del nero · d8 torre del nero · f8 donna del nero · b7 re del bianco · c7 pedone del bianco · d7 alfiere del bianco · f7 torre del nero · g7 cavallo del bianco · h7 torre del bianco · a6 torre del bianco · b6 cavallo del nero · d6 re del nero · e6 pedone del bianco · c5 pedone del nero · d5 pedone del bianco · f5 pedone del nero · g5 pedone del bianco · a4 pedone del nero · d4 pedone del bianco · a3 alfiere del bianco | b8 donna del bianco · c8 cavallo del nero · d8 torre del nero · f8 donna del nero · b7 re del bianco · c7 pedone del bianco · d7 alfiere del bianco · f7 torre del nero · g7 cavallo del bianco · h7 torre del bianco · a6 torre del bianco · b6 cavallo del nero · d6 re del nero · e6 pedone del bianco · c5 pedone del nero · d5 pedone del bianco · f5 pedone del nero · g5 pedone del bianco · a4 pedone del nero · d4 pedone del bianco · a3 alfiere del bianco | b8 donna del bianco · c8 cavallo del nero · d8 torre del nero · f8 donna del nero · b7 re del bianco · c7 pedone del bianco · d7 alfiere del bianco · f7 torre del nero · g7 cavallo del bianco · h7 torre del bianco · a6 torre del bianco · b6 cavallo del nero · d6 re del nero · e6 pedone del bianco · c5 pedone del nero · d5 pedone del bianco · f5 pedone del nero · g5 pedone del bianco · a4 pedone del nero · d4 pedone del bianco · a3 alfiere del bianco | 2 |
| 1 | b8 donna del bianco · c8 cavallo del nero · d8 torre del nero · f8 donna del nero · b7 re del bianco · c7 pedone del bianco · d7 alfiere del bianco · f7 torre del nero · g7 cavallo del bianco · h7 torre del bianco · a6 torre del bianco · b6 cavallo del nero · d6 re del nero · e6 pedone del bianco · c5 pedone del nero · d5 pedone del bianco · f5 pedone del nero · g5 pedone del bianco · a4 pedone del nero · d4 pedone del bianco · a3 alfiere del bianco | b8 donna del bianco · c8 cavallo del nero · d8 torre del nero · f8 donna del nero · b7 re del bianco · c7 pedone del bianco · d7 alfiere del bianco · f7 torre del nero · g7 cavallo del bianco · h7 torre del bianco · a6 torre del bianco · b6 cavallo del nero · d6 re del nero · e6 pedone del bianco · c5 pedone del nero · d5 pedone del bianco · f5 pedone del nero · g5 pedone del bianco · a4 pedone del nero · d4 pedone del bianco · a3 alfiere del bianco | b8 donna del bianco · c8 cavallo del nero · d8 torre del nero · f8 donna del nero · b7 re del bianco · c7 pedone del bianco · d7 alfiere del bianco · f7 torre del nero · g7 cavallo del bianco · h7 torre del bianco · a6 torre del bianco · b6 cavallo del nero · d6 re del nero · e6 pedone del bianco · c5 pedone del nero · d5 pedone del bianco · f5 pedone del nero · g5 pedone del bianco · a4 pedone del nero · d4 pedone del bianco · a3 alfiere del bianco | b8 donna del bianco · c8 cavallo del nero · d8 torre del nero · f8 donna del nero · b7 re del bianco · c7 pedone del bianco · d7 alfiere del bianco · f7 torre del nero · g7 cavallo del bianco · h7 torre del bianco · a6 torre del bianco · b6 cavallo del nero · d6 re del nero · e6 pedone del bianco · c5 pedone del nero · d5 pedone del bianco · f5 pedone del nero · g5 pedone del bianco · a4 pedone del nero · d4 pedone del bianco · a3 alfiere del bianco | b8 donna del bianco · c8 cavallo del nero · d8 torre del nero · f8 donna del nero · b7 re del bianco · c7 pedone del bianco · d7 alfiere del bianco · f7 torre del nero · g7 cavallo del bianco · h7 torre del bianco · a6 torre del bianco · b6 cavallo del nero · d6 re del nero · e6 pedone del bianco · c5 pedone del nero · d5 pedone del bianco · f5 pedone del nero · g5 pedone del bianco · a4 pedone del nero · d4 pedone del bianco · a3 alfiere del bianco | b8 donna del bianco · c8 cavallo del nero · d8 torre del nero · f8 donna del nero · b7 re del bianco · c7 pedone del bianco · d7 alfiere del bianco · f7 torre del nero · g7 cavallo del bianco · h7 torre del bianco · a6 torre del bianco · b6 cavallo del nero · d6 re del nero · e6 pedone del bianco · c5 pedone del nero · d5 pedone del bianco · f5 pedone del nero · g5 pedone del bianco · a4 pedone del nero · d4 pedone del bianco · a3 alfiere del bianco | b8 donna del bianco · c8 cavallo del nero · d8 torre del nero · f8 donna del nero · b7 re del bianco · c7 pedone del bianco · d7 alfiere del bianco · f7 torre del nero · g7 cavallo del bianco · h7 torre del bianco · a6 torre del bianco · b6 cavallo del nero · d6 re del nero · e6 pedone del bianco · c5 pedone del nero · d5 pedone del bianco · f5 pedone del nero · g5 pedone del bianco · a4 pedone del nero · d4 pedone del bianco · a3 alfiere del bianco | b8 donna del bianco · c8 cavallo del nero · d8 torre del nero · f8 donna del nero · b7 re del bianco · c7 pedone del bianco · d7 alfiere del bianco · f7 torre del nero · g7 cavallo del bianco · h7 torre del bianco · a6 torre del bianco · b6 cavallo del nero · d6 re del nero · e6 pedone del bianco · c5 pedone del nero · d5 pedone del bianco · f5 pedone del nero · g5 pedone del bianco · a4 pedone del nero · d4 pedone del bianco · a3 alfiere del bianco | 1 |
|   | a | b | c | d | e | f | g | h |   |

Soluzione:
1. Ac6!  (min. 2. Axc5#)
1... Cd7  2. cxd8=D#

1... Txc7+  2. Dxc7#

|   | a | b | c | d | e | f | g | h |   |
| 8 | f8 torre del bianco · g6 pedone del bianco · d5 donna del nero · f5 alfiere del bianco · h5 re del bianco · a4 donna del bianco · c4 pedone del bianco · d4 pedone del bianco · f4 re del nero · g3 cavallo del bianco · e2 pedone del bianco · f2 pedone del bianco · a1 alfiere del bianco | f8 torre del bianco · g6 pedone del bianco · d5 donna del nero · f5 alfiere del bianco · h5 re del bianco · a4 donna del bianco · c4 pedone del bianco · d4 pedone del bianco · f4 re del nero · g3 cavallo del bianco · e2 pedone del bianco · f2 pedone del bianco · a1 alfiere del bianco | f8 torre del bianco · g6 pedone del bianco · d5 donna del nero · f5 alfiere del bianco · h5 re del bianco · a4 donna del bianco · c4 pedone del bianco · d4 pedone del bianco · f4 re del nero · g3 cavallo del bianco · e2 pedone del bianco · f2 pedone del bianco · a1 alfiere del bianco | f8 torre del bianco · g6 pedone del bianco · d5 donna del nero · f5 alfiere del bianco · h5 re del bianco · a4 donna del bianco · c4 pedone del bianco · d4 pedone del bianco · f4 re del nero · g3 cavallo del bianco · e2 pedone del bianco · f2 pedone del bianco · a1 alfiere del bianco | f8 torre del bianco · g6 pedone del bianco · d5 donna del nero · f5 alfiere del bianco · h5 re del bianco · a4 donna del bianco · c4 pedone del bianco · d4 pedone del bianco · f4 re del nero · g3 cavallo del bianco · e2 pedone del bianco · f2 pedone del bianco · a1 alfiere del bianco | f8 torre del bianco · g6 pedone del bianco · d5 donna del nero · f5 alfiere del bianco · h5 re del bianco · a4 donna del bianco · c4 pedone del bianco · d4 pedone del bianco · f4 re del nero · g3 cavallo del bianco · e2 pedone del bianco · f2 pedone del bianco · a1 alfiere del bianco | f8 torre del bianco · g6 pedone del bianco · d5 donna del nero · f5 alfiere del bianco · h5 re del bianco · a4 donna del bianco · c4 pedone del bianco · d4 pedone del bianco · f4 re del nero · g3 cavallo del bianco · e2 pedone del bianco · f2 pedone del bianco · a1 alfiere del bianco | f8 torre del bianco · g6 pedone del bianco · d5 donna del nero · f5 alfiere del bianco · h5 re del bianco · a4 donna del bianco · c4 pedone del bianco · d4 pedone del bianco · f4 re del nero · g3 cavallo del bianco · e2 pedone del bianco · f2 pedone del bianco · a1 alfiere del bianco | 8 |
| 7 | f8 torre del bianco · g6 pedone del bianco · d5 donna del nero · f5 alfiere del bianco · h5 re del bianco · a4 donna del bianco · c4 pedone del bianco · d4 pedone del bianco · f4 re del nero · g3 cavallo del bianco · e2 pedone del bianco · f2 pedone del bianco · a1 alfiere del bianco | f8 torre del bianco · g6 pedone del bianco · d5 donna del nero · f5 alfiere del bianco · h5 re del bianco · a4 donna del bianco · c4 pedone del bianco · d4 pedone del bianco · f4 re del nero · g3 cavallo del bianco · e2 pedone del bianco · f2 pedone del bianco · a1 alfiere del bianco | f8 torre del bianco · g6 pedone del bianco · d5 donna del nero · f5 alfiere del bianco · h5 re del bianco · a4 donna del bianco · c4 pedone del bianco · d4 pedone del bianco · f4 re del nero · g3 cavallo del bianco · e2 pedone del bianco · f2 pedone del bianco · a1 alfiere del bianco | f8 torre del bianco · g6 pedone del bianco · d5 donna del nero · f5 alfiere del bianco · h5 re del bianco · a4 donna del bianco · c4 pedone del bianco · d4 pedone del bianco · f4 re del nero · g3 cavallo del bianco · e2 pedone del bianco · f2 pedone del bianco · a1 alfiere del bianco | f8 torre del bianco · g6 pedone del bianco · d5 donna del nero · f5 alfiere del bianco · h5 re del bianco · a4 donna del bianco · c4 pedone del bianco · d4 pedone del bianco · f4 re del nero · g3 cavallo del bianco · e2 pedone del bianco · f2 pedone del bianco · a1 alfiere del bianco | f8 torre del bianco · g6 pedone del bianco · d5 donna del nero · f5 alfiere del bianco · h5 re del bianco · a4 donna del bianco · c4 pedone del bianco · d4 pedone del bianco · f4 re del nero · g3 cavallo del bianco · e2 pedone del bianco · f2 pedone del bianco · a1 alfiere del bianco | f8 torre del bianco · g6 pedone del bianco · d5 donna del nero · f5 alfiere del bianco · h5 re del bianco · a4 donna del bianco · c4 pedone del bianco · d4 pedone del bianco · f4 re del nero · g3 cavallo del bianco · e2 pedone del bianco · f2 pedone del bianco · a1 alfiere del bianco | f8 torre del bianco · g6 pedone del bianco · d5 donna del nero · f5 alfiere del bianco · h5 re del bianco · a4 donna del bianco · c4 pedone del bianco · d4 pedone del bianco · f4 re del nero · g3 cavallo del bianco · e2 pedone del bianco · f2 pedone del bianco · a1 alfiere del bianco | 7 |
| 6 | f8 torre del bianco · g6 pedone del bianco · d5 donna del nero · f5 alfiere del bianco · h5 re del bianco · a4 donna del bianco · c4 pedone del bianco · d4 pedone del bianco · f4 re del nero · g3 cavallo del bianco · e2 pedone del bianco · f2 pedone del bianco · a1 alfiere del bianco | f8 torre del bianco · g6 pedone del bianco · d5 donna del nero · f5 alfiere del bianco · h5 re del bianco · a4 donna del bianco · c4 pedone del bianco · d4 pedone del bianco · f4 re del nero · g3 cavallo del bianco · e2 pedone del bianco · f2 pedone del bianco · a1 alfiere del bianco | f8 torre del bianco · g6 pedone del bianco · d5 donna del nero · f5 alfiere del bianco · h5 re del bianco · a4 donna del bianco · c4 pedone del bianco · d4 pedone del bianco · f4 re del nero · g3 cavallo del bianco · e2 pedone del bianco · f2 pedone del bianco · a1 alfiere del bianco | f8 torre del bianco · g6 pedone del bianco · d5 donna del nero · f5 alfiere del bianco · h5 re del bianco · a4 donna del bianco · c4 pedone del bianco · d4 pedone del bianco · f4 re del nero · g3 cavallo del bianco · e2 pedone del bianco · f2 pedone del bianco · a1 alfiere del bianco | f8 torre del bianco · g6 pedone del bianco · d5 donna del nero · f5 alfiere del bianco · h5 re del bianco · a4 donna del bianco · c4 pedone del bianco · d4 pedone del bianco · f4 re del nero · g3 cavallo del bianco · e2 pedone del bianco · f2 pedone del bianco · a1 alfiere del bianco | f8 torre del bianco · g6 pedone del bianco · d5 donna del nero · f5 alfiere del bianco · h5 re del bianco · a4 donna del bianco · c4 pedone del bianco · d4 pedone del bianco · f4 re del nero · g3 cavallo del bianco · e2 pedone del bianco · f2 pedone del bianco · a1 alfiere del bianco | f8 torre del bianco · g6 pedone del bianco · d5 donna del nero · f5 alfiere del bianco · h5 re del bianco · a4 donna del bianco · c4 pedone del bianco · d4 pedone del bianco · f4 re del nero · g3 cavallo del bianco · e2 pedone del bianco · f2 pedone del bianco · a1 alfiere del bianco | f8 torre del bianco · g6 pedone del bianco · d5 donna del nero · f5 alfiere del bianco · h5 re del bianco · a4 donna del bianco · c4 pedone del bianco · d4 pedone del bianco · f4 re del nero · g3 cavallo del bianco · e2 pedone del bianco · f2 pedone del bianco · a1 alfiere del bianco | 6 |
| 5 | f8 torre del bianco · g6 pedone del bianco · d5 donna del nero · f5 alfiere del bianco · h5 re del bianco · a4 donna del bianco · c4 pedone del bianco · d4 pedone del bianco · f4 re del nero · g3 cavallo del bianco · e2 pedone del bianco · f2 pedone del bianco · a1 alfiere del bianco | f8 torre del bianco · g6 pedone del bianco · d5 donna del nero · f5 alfiere del bianco · h5 re del bianco · a4 donna del bianco · c4 pedone del bianco · d4 pedone del bianco · f4 re del nero · g3 cavallo del bianco · e2 pedone del bianco · f2 pedone del bianco · a1 alfiere del bianco | f8 torre del bianco · g6 pedone del bianco · d5 donna del nero · f5 alfiere del bianco · h5 re del bianco · a4 donna del bianco · c4 pedone del bianco · d4 pedone del bianco · f4 re del nero · g3 cavallo del bianco · e2 pedone del bianco · f2 pedone del bianco · a1 alfiere del bianco | f8 torre del bianco · g6 pedone del bianco · d5 donna del nero · f5 alfiere del bianco · h5 re del bianco · a4 donna del bianco · c4 pedone del bianco · d4 pedone del bianco · f4 re del nero · g3 cavallo del bianco · e2 pedone del bianco · f2 pedone del bianco · a1 alfiere del bianco | f8 torre del bianco · g6 pedone del bianco · d5 donna del nero · f5 alfiere del bianco · h5 re del bianco · a4 donna del bianco · c4 pedone del bianco · d4 pedone del bianco · f4 re del nero · g3 cavallo del bianco · e2 pedone del bianco · f2 pedone del bianco · a1 alfiere del bianco | f8 torre del bianco · g6 pedone del bianco · d5 donna del nero · f5 alfiere del bianco · h5 re del bianco · a4 donna del bianco · c4 pedone del bianco · d4 pedone del bianco · f4 re del nero · g3 cavallo del bianco · e2 pedone del bianco · f2 pedone del bianco · a1 alfiere del bianco | f8 torre del bianco · g6 pedone del bianco · d5 donna del nero · f5 alfiere del bianco · h5 re del bianco · a4 donna del bianco · c4 pedone del bianco · d4 pedone del bianco · f4 re del nero · g3 cavallo del bianco · e2 pedone del bianco · f2 pedone del bianco · a1 alfiere del bianco | f8 torre del bianco · g6 pedone del bianco · d5 donna del nero · f5 alfiere del bianco · h5 re del bianco · a4 donna del bianco · c4 pedone del bianco · d4 pedone del bianco · f4 re del nero · g3 cavallo del bianco · e2 pedone del bianco · f2 pedone del bianco · a1 alfiere del bianco | 5 |
| 4 | f8 torre del bianco · g6 pedone del bianco · d5 donna del nero · f5 alfiere del bianco · h5 re del bianco · a4 donna del bianco · c4 pedone del bianco · d4 pedone del bianco · f4 re del nero · g3 cavallo del bianco · e2 pedone del bianco · f2 pedone del bianco · a1 alfiere del bianco | f8 torre del bianco · g6 pedone del bianco · d5 donna del nero · f5 alfiere del bianco · h5 re del bianco · a4 donna del bianco · c4 pedone del bianco · d4 pedone del bianco · f4 re del nero · g3 cavallo del bianco · e2 pedone del bianco · f2 pedone del bianco · a1 alfiere del bianco | f8 torre del bianco · g6 pedone del bianco · d5 donna del nero · f5 alfiere del bianco · h5 re del bianco · a4 donna del bianco · c4 pedone del bianco · d4 pedone del bianco · f4 re del nero · g3 cavallo del bianco · e2 pedone del bianco · f2 pedone del bianco · a1 alfiere del bianco | f8 torre del bianco · g6 pedone del bianco · d5 donna del nero · f5 alfiere del bianco · h5 re del bianco · a4 donna del bianco · c4 pedone del bianco · d4 pedone del bianco · f4 re del nero · g3 cavallo del bianco · e2 pedone del bianco · f2 pedone del bianco · a1 alfiere del bianco | f8 torre del bianco · g6 pedone del bianco · d5 donna del nero · f5 alfiere del bianco · h5 re del bianco · a4 donna del bianco · c4 pedone del bianco · d4 pedone del bianco · f4 re del nero · g3 cavallo del bianco · e2 pedone del bianco · f2 pedone del bianco · a1 alfiere del bianco | f8 torre del bianco · g6 pedone del bianco · d5 donna del nero · f5 alfiere del bianco · h5 re del bianco · a4 donna del bianco · c4 pedone del bianco · d4 pedone del bianco · f4 re del nero · g3 cavallo del bianco · e2 pedone del bianco · f2 pedone del bianco · a1 alfiere del bianco | f8 torre del bianco · g6 pedone del bianco · d5 donna del nero · f5 alfiere del bianco · h5 re del bianco · a4 donna del bianco · c4 pedone del bianco · d4 pedone del bianco · f4 re del nero · g3 cavallo del bianco · e2 pedone del bianco · f2 pedone del bianco · a1 alfiere del bianco | f8 torre del bianco · g6 pedone del bianco · d5 donna del nero · f5 alfiere del bianco · h5 re del bianco · a4 donna del bianco · c4 pedone del bianco · d4 pedone del bianco · f4 re del nero · g3 cavallo del bianco · e2 pedone del bianco · f2 pedone del bianco · a1 alfiere del bianco | 4 |
| 3 | f8 torre del bianco · g6 pedone del bianco · d5 donna del nero · f5 alfiere del bianco · h5 re del bianco · a4 donna del bianco · c4 pedone del bianco · d4 pedone del bianco · f4 re del nero · g3 cavallo del bianco · e2 pedone del bianco · f2 pedone del bianco · a1 alfiere del bianco | f8 torre del bianco · g6 pedone del bianco · d5 donna del nero · f5 alfiere del bianco · h5 re del bianco · a4 donna del bianco · c4 pedone del bianco · d4 pedone del bianco · f4 re del nero · g3 cavallo del bianco · e2 pedone del bianco · f2 pedone del bianco · a1 alfiere del bianco | f8 torre del bianco · g6 pedone del bianco · d5 donna del nero · f5 alfiere del bianco · h5 re del bianco · a4 donna del bianco · c4 pedone del bianco · d4 pedone del bianco · f4 re del nero · g3 cavallo del bianco · e2 pedone del bianco · f2 pedone del bianco · a1 alfiere del bianco | f8 torre del bianco · g6 pedone del bianco · d5 donna del nero · f5 alfiere del bianco · h5 re del bianco · a4 donna del bianco · c4 pedone del bianco · d4 pedone del bianco · f4 re del nero · g3 cavallo del bianco · e2 pedone del bianco · f2 pedone del bianco · a1 alfiere del bianco | f8 torre del bianco · g6 pedone del bianco · d5 donna del nero · f5 alfiere del bianco · h5 re del bianco · a4 donna del bianco · c4 pedone del bianco · d4 pedone del bianco · f4 re del nero · g3 cavallo del bianco · e2 pedone del bianco · f2 pedone del bianco · a1 alfiere del bianco | f8 torre del bianco · g6 pedone del bianco · d5 donna del nero · f5 alfiere del bianco · h5 re del bianco · a4 donna del bianco · c4 pedone del bianco · d4 pedone del bianco · f4 re del nero · g3 cavallo del bianco · e2 pedone del bianco · f2 pedone del bianco · a1 alfiere del bianco | f8 torre del bianco · g6 pedone del bianco · d5 donna del nero · f5 alfiere del bianco · h5 re del bianco · a4 donna del bianco · c4 pedone del bianco · d4 pedone del bianco · f4 re del nero · g3 cavallo del bianco · e2 pedone del bianco · f2 pedone del bianco · a1 alfiere del bianco | f8 torre del bianco · g6 pedone del bianco · d5 donna del nero · f5 alfiere del bianco · h5 re del bianco · a4 donna del bianco · c4 pedone del bianco · d4 pedone del bianco · f4 re del nero · g3 cavallo del bianco · e2 pedone del bianco · f2 pedone del bianco · a1 alfiere del bianco | 3 |
| 2 | f8 torre del bianco · g6 pedone del bianco · d5 donna del nero · f5 alfiere del bianco · h5 re del bianco · a4 donna del bianco · c4 pedone del bianco · d4 pedone del bianco · f4 re del nero · g3 cavallo del bianco · e2 pedone del bianco · f2 pedone del bianco · a1 alfiere del bianco | f8 torre del bianco · g6 pedone del bianco · d5 donna del nero · f5 alfiere del bianco · h5 re del bianco · a4 donna del bianco · c4 pedone del bianco · d4 pedone del bianco · f4 re del nero · g3 cavallo del bianco · e2 pedone del bianco · f2 pedone del bianco · a1 alfiere del bianco | f8 torre del bianco · g6 pedone del bianco · d5 donna del nero · f5 alfiere del bianco · h5 re del bianco · a4 donna del bianco · c4 pedone del bianco · d4 pedone del bianco · f4 re del nero · g3 cavallo del bianco · e2 pedone del bianco · f2 pedone del bianco · a1 alfiere del bianco | f8 torre del bianco · g6 pedone del bianco · d5 donna del nero · f5 alfiere del bianco · h5 re del bianco · a4 donna del bianco · c4 pedone del bianco · d4 pedone del bianco · f4 re del nero · g3 cavallo del bianco · e2 pedone del bianco · f2 pedone del bianco · a1 alfiere del bianco | f8 torre del bianco · g6 pedone del bianco · d5 donna del nero · f5 alfiere del bianco · h5 re del bianco · a4 donna del bianco · c4 pedone del bianco · d4 pedone del bianco · f4 re del nero · g3 cavallo del bianco · e2 pedone del bianco · f2 pedone del bianco · a1 alfiere del bianco | f8 torre del bianco · g6 pedone del bianco · d5 donna del nero · f5 alfiere del bianco · h5 re del bianco · a4 donna del bianco · c4 pedone del bianco · d4 pedone del bianco · f4 re del nero · g3 cavallo del bianco · e2 pedone del bianco · f2 pedone del bianco · a1 alfiere del bianco | f8 torre del bianco · g6 pedone del bianco · d5 donna del nero · f5 alfiere del bianco · h5 re del bianco · a4 donna del bianco · c4 pedone del bianco · d4 pedone del bianco · f4 re del nero · g3 cavallo del bianco · e2 pedone del bianco · f2 pedone del bianco · a1 alfiere del bianco | f8 torre del bianco · g6 pedone del bianco · d5 donna del nero · f5 alfiere del bianco · h5 re del bianco · a4 donna del bianco · c4 pedone del bianco · d4 pedone del bianco · f4 re del nero · g3 cavallo del bianco · e2 pedone del bianco · f2 pedone del bianco · a1 alfiere del bianco | 2 |
| 1 | f8 torre del bianco · g6 pedone del bianco · d5 donna del nero · f5 alfiere del bianco · h5 re del bianco · a4 donna del bianco · c4 pedone del bianco · d4 pedone del bianco · f4 re del nero · g3 cavallo del bianco · e2 pedone del bianco · f2 pedone del bianco · a1 alfiere del bianco | f8 torre del bianco · g6 pedone del bianco · d5 donna del nero · f5 alfiere del bianco · h5 re del bianco · a4 donna del bianco · c4 pedone del bianco · d4 pedone del bianco · f4 re del nero · g3 cavallo del bianco · e2 pedone del bianco · f2 pedone del bianco · a1 alfiere del bianco | f8 torre del bianco · g6 pedone del bianco · d5 donna del nero · f5 alfiere del bianco · h5 re del bianco · a4 donna del bianco · c4 pedone del bianco · d4 pedone del bianco · f4 re del nero · g3 cavallo del bianco · e2 pedone del bianco · f2 pedone del bianco · a1 alfiere del bianco | f8 torre del bianco · g6 pedone del bianco · d5 donna del nero · f5 alfiere del bianco · h5 re del bianco · a4 donna del bianco · c4 pedone del bianco · d4 pedone del bianco · f4 re del nero · g3 cavallo del bianco · e2 pedone del bianco · f2 pedone del bianco · a1 alfiere del bianco | f8 torre del bianco · g6 pedone del bianco · d5 donna del nero · f5 alfiere del bianco · h5 re del bianco · a4 donna del bianco · c4 pedone del bianco · d4 pedone del bianco · f4 re del nero · g3 cavallo del bianco · e2 pedone del bianco · f2 pedone del bianco · a1 alfiere del bianco | f8 torre del bianco · g6 pedone del bianco · d5 donna del nero · f5 alfiere del bianco · h5 re del bianco · a4 donna del bianco · c4 pedone del bianco · d4 pedone del bianco · f4 re del nero · g3 cavallo del bianco · e2 pedone del bianco · f2 pedone del bianco · a1 alfiere del bianco | f8 torre del bianco · g6 pedone del bianco · d5 donna del nero · f5 alfiere del bianco · h5 re del bianco · a4 donna del bianco · c4 pedone del bianco · d4 pedone del bianco · f4 re del nero · g3 cavallo del bianco · e2 pedone del bianco · f2 pedone del bianco · a1 alfiere del bianco | f8 torre del bianco · g6 pedone del bianco · d5 donna del nero · f5 alfiere del bianco · h5 re del bianco · a4 donna del bianco · c4 pedone del bianco · d4 pedone del bianco · f4 re del nero · g3 cavallo del bianco · e2 pedone del bianco · f2 pedone del bianco · a1 alfiere del bianco | 1 |
|   | a | b | c | d | e | f | g | h |   |

Soluzione:
Tentativi: 1. Dd1? ...De5!

1. Da8/a3/b3/c6/e8? ... Dxd4!
Chiave: 1. c5!  (zugzwang)

1... Dd6/d8/f7/g8  2. d5#

1... De6/c4/b3/a2/c6  2. Axe6#

1... Df3+  2. Ag4#

1... Dh1+  2. Ah3#

|   | a | b | c | d | e | f | g | h |   |
| 8 | c8 alfiere del bianco · e8 cavallo del nero · g8 cavallo del nero · c7 torre del nero · f7 pedone del bianco · c6 alfiere del nero · e6 cavallo del bianco · f6 re del nero · g6 torre del nero · d5 pedone del nero · g5 alfiere del nero · f4 pedone del bianco · h4 donna del bianco · a3 alfiere del bianco · g3 cavallo del bianco · a2 re del bianco · e1 torre del bianco | c8 alfiere del bianco · e8 cavallo del nero · g8 cavallo del nero · c7 torre del nero · f7 pedone del bianco · c6 alfiere del nero · e6 cavallo del bianco · f6 re del nero · g6 torre del nero · d5 pedone del nero · g5 alfiere del nero · f4 pedone del bianco · h4 donna del bianco · a3 alfiere del bianco · g3 cavallo del bianco · a2 re del bianco · e1 torre del bianco | c8 alfiere del bianco · e8 cavallo del nero · g8 cavallo del nero · c7 torre del nero · f7 pedone del bianco · c6 alfiere del nero · e6 cavallo del bianco · f6 re del nero · g6 torre del nero · d5 pedone del nero · g5 alfiere del nero · f4 pedone del bianco · h4 donna del bianco · a3 alfiere del bianco · g3 cavallo del bianco · a2 re del bianco · e1 torre del bianco | c8 alfiere del bianco · e8 cavallo del nero · g8 cavallo del nero · c7 torre del nero · f7 pedone del bianco · c6 alfiere del nero · e6 cavallo del bianco · f6 re del nero · g6 torre del nero · d5 pedone del nero · g5 alfiere del nero · f4 pedone del bianco · h4 donna del bianco · a3 alfiere del bianco · g3 cavallo del bianco · a2 re del bianco · e1 torre del bianco | c8 alfiere del bianco · e8 cavallo del nero · g8 cavallo del nero · c7 torre del nero · f7 pedone del bianco · c6 alfiere del nero · e6 cavallo del bianco · f6 re del nero · g6 torre del nero · d5 pedone del nero · g5 alfiere del nero · f4 pedone del bianco · h4 donna del bianco · a3 alfiere del bianco · g3 cavallo del bianco · a2 re del bianco · e1 torre del bianco | c8 alfiere del bianco · e8 cavallo del nero · g8 cavallo del nero · c7 torre del nero · f7 pedone del bianco · c6 alfiere del nero · e6 cavallo del bianco · f6 re del nero · g6 torre del nero · d5 pedone del nero · g5 alfiere del nero · f4 pedone del bianco · h4 donna del bianco · a3 alfiere del bianco · g3 cavallo del bianco · a2 re del bianco · e1 torre del bianco | c8 alfiere del bianco · e8 cavallo del nero · g8 cavallo del nero · c7 torre del nero · f7 pedone del bianco · c6 alfiere del nero · e6 cavallo del bianco · f6 re del nero · g6 torre del nero · d5 pedone del nero · g5 alfiere del nero · f4 pedone del bianco · h4 donna del bianco · a3 alfiere del bianco · g3 cavallo del bianco · a2 re del bianco · e1 torre del bianco | c8 alfiere del bianco · e8 cavallo del nero · g8 cavallo del nero · c7 torre del nero · f7 pedone del bianco · c6 alfiere del nero · e6 cavallo del bianco · f6 re del nero · g6 torre del nero · d5 pedone del nero · g5 alfiere del nero · f4 pedone del bianco · h4 donna del bianco · a3 alfiere del bianco · g3 cavallo del bianco · a2 re del bianco · e1 torre del bianco | 8 |
| 7 | c8 alfiere del bianco · e8 cavallo del nero · g8 cavallo del nero · c7 torre del nero · f7 pedone del bianco · c6 alfiere del nero · e6 cavallo del bianco · f6 re del nero · g6 torre del nero · d5 pedone del nero · g5 alfiere del nero · f4 pedone del bianco · h4 donna del bianco · a3 alfiere del bianco · g3 cavallo del bianco · a2 re del bianco · e1 torre del bianco | c8 alfiere del bianco · e8 cavallo del nero · g8 cavallo del nero · c7 torre del nero · f7 pedone del bianco · c6 alfiere del nero · e6 cavallo del bianco · f6 re del nero · g6 torre del nero · d5 pedone del nero · g5 alfiere del nero · f4 pedone del bianco · h4 donna del bianco · a3 alfiere del bianco · g3 cavallo del bianco · a2 re del bianco · e1 torre del bianco | c8 alfiere del bianco · e8 cavallo del nero · g8 cavallo del nero · c7 torre del nero · f7 pedone del bianco · c6 alfiere del nero · e6 cavallo del bianco · f6 re del nero · g6 torre del nero · d5 pedone del nero · g5 alfiere del nero · f4 pedone del bianco · h4 donna del bianco · a3 alfiere del bianco · g3 cavallo del bianco · a2 re del bianco · e1 torre del bianco | c8 alfiere del bianco · e8 cavallo del nero · g8 cavallo del nero · c7 torre del nero · f7 pedone del bianco · c6 alfiere del nero · e6 cavallo del bianco · f6 re del nero · g6 torre del nero · d5 pedone del nero · g5 alfiere del nero · f4 pedone del bianco · h4 donna del bianco · a3 alfiere del bianco · g3 cavallo del bianco · a2 re del bianco · e1 torre del bianco | c8 alfiere del bianco · e8 cavallo del nero · g8 cavallo del nero · c7 torre del nero · f7 pedone del bianco · c6 alfiere del nero · e6 cavallo del bianco · f6 re del nero · g6 torre del nero · d5 pedone del nero · g5 alfiere del nero · f4 pedone del bianco · h4 donna del bianco · a3 alfiere del bianco · g3 cavallo del bianco · a2 re del bianco · e1 torre del bianco | c8 alfiere del bianco · e8 cavallo del nero · g8 cavallo del nero · c7 torre del nero · f7 pedone del bianco · c6 alfiere del nero · e6 cavallo del bianco · f6 re del nero · g6 torre del nero · d5 pedone del nero · g5 alfiere del nero · f4 pedone del bianco · h4 donna del bianco · a3 alfiere del bianco · g3 cavallo del bianco · a2 re del bianco · e1 torre del bianco | c8 alfiere del bianco · e8 cavallo del nero · g8 cavallo del nero · c7 torre del nero · f7 pedone del bianco · c6 alfiere del nero · e6 cavallo del bianco · f6 re del nero · g6 torre del nero · d5 pedone del nero · g5 alfiere del nero · f4 pedone del bianco · h4 donna del bianco · a3 alfiere del bianco · g3 cavallo del bianco · a2 re del bianco · e1 torre del bianco | c8 alfiere del bianco · e8 cavallo del nero · g8 cavallo del nero · c7 torre del nero · f7 pedone del bianco · c6 alfiere del nero · e6 cavallo del bianco · f6 re del nero · g6 torre del nero · d5 pedone del nero · g5 alfiere del nero · f4 pedone del bianco · h4 donna del bianco · a3 alfiere del bianco · g3 cavallo del bianco · a2 re del bianco · e1 torre del bianco | 7 |
| 6 | c8 alfiere del bianco · e8 cavallo del nero · g8 cavallo del nero · c7 torre del nero · f7 pedone del bianco · c6 alfiere del nero · e6 cavallo del bianco · f6 re del nero · g6 torre del nero · d5 pedone del nero · g5 alfiere del nero · f4 pedone del bianco · h4 donna del bianco · a3 alfiere del bianco · g3 cavallo del bianco · a2 re del bianco · e1 torre del bianco | c8 alfiere del bianco · e8 cavallo del nero · g8 cavallo del nero · c7 torre del nero · f7 pedone del bianco · c6 alfiere del nero · e6 cavallo del bianco · f6 re del nero · g6 torre del nero · d5 pedone del nero · g5 alfiere del nero · f4 pedone del bianco · h4 donna del bianco · a3 alfiere del bianco · g3 cavallo del bianco · a2 re del bianco · e1 torre del bianco | c8 alfiere del bianco · e8 cavallo del nero · g8 cavallo del nero · c7 torre del nero · f7 pedone del bianco · c6 alfiere del nero · e6 cavallo del bianco · f6 re del nero · g6 torre del nero · d5 pedone del nero · g5 alfiere del nero · f4 pedone del bianco · h4 donna del bianco · a3 alfiere del bianco · g3 cavallo del bianco · a2 re del bianco · e1 torre del bianco | c8 alfiere del bianco · e8 cavallo del nero · g8 cavallo del nero · c7 torre del nero · f7 pedone del bianco · c6 alfiere del nero · e6 cavallo del bianco · f6 re del nero · g6 torre del nero · d5 pedone del nero · g5 alfiere del nero · f4 pedone del bianco · h4 donna del bianco · a3 alfiere del bianco · g3 cavallo del bianco · a2 re del bianco · e1 torre del bianco | c8 alfiere del bianco · e8 cavallo del nero · g8 cavallo del nero · c7 torre del nero · f7 pedone del bianco · c6 alfiere del nero · e6 cavallo del bianco · f6 re del nero · g6 torre del nero · d5 pedone del nero · g5 alfiere del nero · f4 pedone del bianco · h4 donna del bianco · a3 alfiere del bianco · g3 cavallo del bianco · a2 re del bianco · e1 torre del bianco | c8 alfiere del bianco · e8 cavallo del nero · g8 cavallo del nero · c7 torre del nero · f7 pedone del bianco · c6 alfiere del nero · e6 cavallo del bianco · f6 re del nero · g6 torre del nero · d5 pedone del nero · g5 alfiere del nero · f4 pedone del bianco · h4 donna del bianco · a3 alfiere del bianco · g3 cavallo del bianco · a2 re del bianco · e1 torre del bianco | c8 alfiere del bianco · e8 cavallo del nero · g8 cavallo del nero · c7 torre del nero · f7 pedone del bianco · c6 alfiere del nero · e6 cavallo del bianco · f6 re del nero · g6 torre del nero · d5 pedone del nero · g5 alfiere del nero · f4 pedone del bianco · h4 donna del bianco · a3 alfiere del bianco · g3 cavallo del bianco · a2 re del bianco · e1 torre del bianco | c8 alfiere del bianco · e8 cavallo del nero · g8 cavallo del nero · c7 torre del nero · f7 pedone del bianco · c6 alfiere del nero · e6 cavallo del bianco · f6 re del nero · g6 torre del nero · d5 pedone del nero · g5 alfiere del nero · f4 pedone del bianco · h4 donna del bianco · a3 alfiere del bianco · g3 cavallo del bianco · a2 re del bianco · e1 torre del bianco | 6 |
| 5 | c8 alfiere del bianco · e8 cavallo del nero · g8 cavallo del nero · c7 torre del nero · f7 pedone del bianco · c6 alfiere del nero · e6 cavallo del bianco · f6 re del nero · g6 torre del nero · d5 pedone del nero · g5 alfiere del nero · f4 pedone del bianco · h4 donna del bianco · a3 alfiere del bianco · g3 cavallo del bianco · a2 re del bianco · e1 torre del bianco | c8 alfiere del bianco · e8 cavallo del nero · g8 cavallo del nero · c7 torre del nero · f7 pedone del bianco · c6 alfiere del nero · e6 cavallo del bianco · f6 re del nero · g6 torre del nero · d5 pedone del nero · g5 alfiere del nero · f4 pedone del bianco · h4 donna del bianco · a3 alfiere del bianco · g3 cavallo del bianco · a2 re del bianco · e1 torre del bianco | c8 alfiere del bianco · e8 cavallo del nero · g8 cavallo del nero · c7 torre del nero · f7 pedone del bianco · c6 alfiere del nero · e6 cavallo del bianco · f6 re del nero · g6 torre del nero · d5 pedone del nero · g5 alfiere del nero · f4 pedone del bianco · h4 donna del bianco · a3 alfiere del bianco · g3 cavallo del bianco · a2 re del bianco · e1 torre del bianco | c8 alfiere del bianco · e8 cavallo del nero · g8 cavallo del nero · c7 torre del nero · f7 pedone del bianco · c6 alfiere del nero · e6 cavallo del bianco · f6 re del nero · g6 torre del nero · d5 pedone del nero · g5 alfiere del nero · f4 pedone del bianco · h4 donna del bianco · a3 alfiere del bianco · g3 cavallo del bianco · a2 re del bianco · e1 torre del bianco | c8 alfiere del bianco · e8 cavallo del nero · g8 cavallo del nero · c7 torre del nero · f7 pedone del bianco · c6 alfiere del nero · e6 cavallo del bianco · f6 re del nero · g6 torre del nero · d5 pedone del nero · g5 alfiere del nero · f4 pedone del bianco · h4 donna del bianco · a3 alfiere del bianco · g3 cavallo del bianco · a2 re del bianco · e1 torre del bianco | c8 alfiere del bianco · e8 cavallo del nero · g8 cavallo del nero · c7 torre del nero · f7 pedone del bianco · c6 alfiere del nero · e6 cavallo del bianco · f6 re del nero · g6 torre del nero · d5 pedone del nero · g5 alfiere del nero · f4 pedone del bianco · h4 donna del bianco · a3 alfiere del bianco · g3 cavallo del bianco · a2 re del bianco · e1 torre del bianco | c8 alfiere del bianco · e8 cavallo del nero · g8 cavallo del nero · c7 torre del nero · f7 pedone del bianco · c6 alfiere del nero · e6 cavallo del bianco · f6 re del nero · g6 torre del nero · d5 pedone del nero · g5 alfiere del nero · f4 pedone del bianco · h4 donna del bianco · a3 alfiere del bianco · g3 cavallo del bianco · a2 re del bianco · e1 torre del bianco | c8 alfiere del bianco · e8 cavallo del nero · g8 cavallo del nero · c7 torre del nero · f7 pedone del bianco · c6 alfiere del nero · e6 cavallo del bianco · f6 re del nero · g6 torre del nero · d5 pedone del nero · g5 alfiere del nero · f4 pedone del bianco · h4 donna del bianco · a3 alfiere del bianco · g3 cavallo del bianco · a2 re del bianco · e1 torre del bianco | 5 |
| 4 | c8 alfiere del bianco · e8 cavallo del nero · g8 cavallo del nero · c7 torre del nero · f7 pedone del bianco · c6 alfiere del nero · e6 cavallo del bianco · f6 re del nero · g6 torre del nero · d5 pedone del nero · g5 alfiere del nero · f4 pedone del bianco · h4 donna del bianco · a3 alfiere del bianco · g3 cavallo del bianco · a2 re del bianco · e1 torre del bianco | c8 alfiere del bianco · e8 cavallo del nero · g8 cavallo del nero · c7 torre del nero · f7 pedone del bianco · c6 alfiere del nero · e6 cavallo del bianco · f6 re del nero · g6 torre del nero · d5 pedone del nero · g5 alfiere del nero · f4 pedone del bianco · h4 donna del bianco · a3 alfiere del bianco · g3 cavallo del bianco · a2 re del bianco · e1 torre del bianco | c8 alfiere del bianco · e8 cavallo del nero · g8 cavallo del nero · c7 torre del nero · f7 pedone del bianco · c6 alfiere del nero · e6 cavallo del bianco · f6 re del nero · g6 torre del nero · d5 pedone del nero · g5 alfiere del nero · f4 pedone del bianco · h4 donna del bianco · a3 alfiere del bianco · g3 cavallo del bianco · a2 re del bianco · e1 torre del bianco | c8 alfiere del bianco · e8 cavallo del nero · g8 cavallo del nero · c7 torre del nero · f7 pedone del bianco · c6 alfiere del nero · e6 cavallo del bianco · f6 re del nero · g6 torre del nero · d5 pedone del nero · g5 alfiere del nero · f4 pedone del bianco · h4 donna del bianco · a3 alfiere del bianco · g3 cavallo del bianco · a2 re del bianco · e1 torre del bianco | c8 alfiere del bianco · e8 cavallo del nero · g8 cavallo del nero · c7 torre del nero · f7 pedone del bianco · c6 alfiere del nero · e6 cavallo del bianco · f6 re del nero · g6 torre del nero · d5 pedone del nero · g5 alfiere del nero · f4 pedone del bianco · h4 donna del bianco · a3 alfiere del bianco · g3 cavallo del bianco · a2 re del bianco · e1 torre del bianco | c8 alfiere del bianco · e8 cavallo del nero · g8 cavallo del nero · c7 torre del nero · f7 pedone del bianco · c6 alfiere del nero · e6 cavallo del bianco · f6 re del nero · g6 torre del nero · d5 pedone del nero · g5 alfiere del nero · f4 pedone del bianco · h4 donna del bianco · a3 alfiere del bianco · g3 cavallo del bianco · a2 re del bianco · e1 torre del bianco | c8 alfiere del bianco · e8 cavallo del nero · g8 cavallo del nero · c7 torre del nero · f7 pedone del bianco · c6 alfiere del nero · e6 cavallo del bianco · f6 re del nero · g6 torre del nero · d5 pedone del nero · g5 alfiere del nero · f4 pedone del bianco · h4 donna del bianco · a3 alfiere del bianco · g3 cavallo del bianco · a2 re del bianco · e1 torre del bianco | c8 alfiere del bianco · e8 cavallo del nero · g8 cavallo del nero · c7 torre del nero · f7 pedone del bianco · c6 alfiere del nero · e6 cavallo del bianco · f6 re del nero · g6 torre del nero · d5 pedone del nero · g5 alfiere del nero · f4 pedone del bianco · h4 donna del bianco · a3 alfiere del bianco · g3 cavallo del bianco · a2 re del bianco · e1 torre del bianco | 4 |
| 3 | c8 alfiere del bianco · e8 cavallo del nero · g8 cavallo del nero · c7 torre del nero · f7 pedone del bianco · c6 alfiere del nero · e6 cavallo del bianco · f6 re del nero · g6 torre del nero · d5 pedone del nero · g5 alfiere del nero · f4 pedone del bianco · h4 donna del bianco · a3 alfiere del bianco · g3 cavallo del bianco · a2 re del bianco · e1 torre del bianco | c8 alfiere del bianco · e8 cavallo del nero · g8 cavallo del nero · c7 torre del nero · f7 pedone del bianco · c6 alfiere del nero · e6 cavallo del bianco · f6 re del nero · g6 torre del nero · d5 pedone del nero · g5 alfiere del nero · f4 pedone del bianco · h4 donna del bianco · a3 alfiere del bianco · g3 cavallo del bianco · a2 re del bianco · e1 torre del bianco | c8 alfiere del bianco · e8 cavallo del nero · g8 cavallo del nero · c7 torre del nero · f7 pedone del bianco · c6 alfiere del nero · e6 cavallo del bianco · f6 re del nero · g6 torre del nero · d5 pedone del nero · g5 alfiere del nero · f4 pedone del bianco · h4 donna del bianco · a3 alfiere del bianco · g3 cavallo del bianco · a2 re del bianco · e1 torre del bianco | c8 alfiere del bianco · e8 cavallo del nero · g8 cavallo del nero · c7 torre del nero · f7 pedone del bianco · c6 alfiere del nero · e6 cavallo del bianco · f6 re del nero · g6 torre del nero · d5 pedone del nero · g5 alfiere del nero · f4 pedone del bianco · h4 donna del bianco · a3 alfiere del bianco · g3 cavallo del bianco · a2 re del bianco · e1 torre del bianco | c8 alfiere del bianco · e8 cavallo del nero · g8 cavallo del nero · c7 torre del nero · f7 pedone del bianco · c6 alfiere del nero · e6 cavallo del bianco · f6 re del nero · g6 torre del nero · d5 pedone del nero · g5 alfiere del nero · f4 pedone del bianco · h4 donna del bianco · a3 alfiere del bianco · g3 cavallo del bianco · a2 re del bianco · e1 torre del bianco | c8 alfiere del bianco · e8 cavallo del nero · g8 cavallo del nero · c7 torre del nero · f7 pedone del bianco · c6 alfiere del nero · e6 cavallo del bianco · f6 re del nero · g6 torre del nero · d5 pedone del nero · g5 alfiere del nero · f4 pedone del bianco · h4 donna del bianco · a3 alfiere del bianco · g3 cavallo del bianco · a2 re del bianco · e1 torre del bianco | c8 alfiere del bianco · e8 cavallo del nero · g8 cavallo del nero · c7 torre del nero · f7 pedone del bianco · c6 alfiere del nero · e6 cavallo del bianco · f6 re del nero · g6 torre del nero · d5 pedone del nero · g5 alfiere del nero · f4 pedone del bianco · h4 donna del bianco · a3 alfiere del bianco · g3 cavallo del bianco · a2 re del bianco · e1 torre del bianco | c8 alfiere del bianco · e8 cavallo del nero · g8 cavallo del nero · c7 torre del nero · f7 pedone del bianco · c6 alfiere del nero · e6 cavallo del bianco · f6 re del nero · g6 torre del nero · d5 pedone del nero · g5 alfiere del nero · f4 pedone del bianco · h4 donna del bianco · a3 alfiere del bianco · g3 cavallo del bianco · a2 re del bianco · e1 torre del bianco | 3 |
| 2 | c8 alfiere del bianco · e8 cavallo del nero · g8 cavallo del nero · c7 torre del nero · f7 pedone del bianco · c6 alfiere del nero · e6 cavallo del bianco · f6 re del nero · g6 torre del nero · d5 pedone del nero · g5 alfiere del nero · f4 pedone del bianco · h4 donna del bianco · a3 alfiere del bianco · g3 cavallo del bianco · a2 re del bianco · e1 torre del bianco | c8 alfiere del bianco · e8 cavallo del nero · g8 cavallo del nero · c7 torre del nero · f7 pedone del bianco · c6 alfiere del nero · e6 cavallo del bianco · f6 re del nero · g6 torre del nero · d5 pedone del nero · g5 alfiere del nero · f4 pedone del bianco · h4 donna del bianco · a3 alfiere del bianco · g3 cavallo del bianco · a2 re del bianco · e1 torre del bianco | c8 alfiere del bianco · e8 cavallo del nero · g8 cavallo del nero · c7 torre del nero · f7 pedone del bianco · c6 alfiere del nero · e6 cavallo del bianco · f6 re del nero · g6 torre del nero · d5 pedone del nero · g5 alfiere del nero · f4 pedone del bianco · h4 donna del bianco · a3 alfiere del bianco · g3 cavallo del bianco · a2 re del bianco · e1 torre del bianco | c8 alfiere del bianco · e8 cavallo del nero · g8 cavallo del nero · c7 torre del nero · f7 pedone del bianco · c6 alfiere del nero · e6 cavallo del bianco · f6 re del nero · g6 torre del nero · d5 pedone del nero · g5 alfiere del nero · f4 pedone del bianco · h4 donna del bianco · a3 alfiere del bianco · g3 cavallo del bianco · a2 re del bianco · e1 torre del bianco | c8 alfiere del bianco · e8 cavallo del nero · g8 cavallo del nero · c7 torre del nero · f7 pedone del bianco · c6 alfiere del nero · e6 cavallo del bianco · f6 re del nero · g6 torre del nero · d5 pedone del nero · g5 alfiere del nero · f4 pedone del bianco · h4 donna del bianco · a3 alfiere del bianco · g3 cavallo del bianco · a2 re del bianco · e1 torre del bianco | c8 alfiere del bianco · e8 cavallo del nero · g8 cavallo del nero · c7 torre del nero · f7 pedone del bianco · c6 alfiere del nero · e6 cavallo del bianco · f6 re del nero · g6 torre del nero · d5 pedone del nero · g5 alfiere del nero · f4 pedone del bianco · h4 donna del bianco · a3 alfiere del bianco · g3 cavallo del bianco · a2 re del bianco · e1 torre del bianco | c8 alfiere del bianco · e8 cavallo del nero · g8 cavallo del nero · c7 torre del nero · f7 pedone del bianco · c6 alfiere del nero · e6 cavallo del bianco · f6 re del nero · g6 torre del nero · d5 pedone del nero · g5 alfiere del nero · f4 pedone del bianco · h4 donna del bianco · a3 alfiere del bianco · g3 cavallo del bianco · a2 re del bianco · e1 torre del bianco | c8 alfiere del bianco · e8 cavallo del nero · g8 cavallo del nero · c7 torre del nero · f7 pedone del bianco · c6 alfiere del nero · e6 cavallo del bianco · f6 re del nero · g6 torre del nero · d5 pedone del nero · g5 alfiere del nero · f4 pedone del bianco · h4 donna del bianco · a3 alfiere del bianco · g3 cavallo del bianco · a2 re del bianco · e1 torre del bianco | 2 |
| 1 | c8 alfiere del bianco · e8 cavallo del nero · g8 cavallo del nero · c7 torre del nero · f7 pedone del bianco · c6 alfiere del nero · e6 cavallo del bianco · f6 re del nero · g6 torre del nero · d5 pedone del nero · g5 alfiere del nero · f4 pedone del bianco · h4 donna del bianco · a3 alfiere del bianco · g3 cavallo del bianco · a2 re del bianco · e1 torre del bianco | c8 alfiere del bianco · e8 cavallo del nero · g8 cavallo del nero · c7 torre del nero · f7 pedone del bianco · c6 alfiere del nero · e6 cavallo del bianco · f6 re del nero · g6 torre del nero · d5 pedone del nero · g5 alfiere del nero · f4 pedone del bianco · h4 donna del bianco · a3 alfiere del bianco · g3 cavallo del bianco · a2 re del bianco · e1 torre del bianco | c8 alfiere del bianco · e8 cavallo del nero · g8 cavallo del nero · c7 torre del nero · f7 pedone del bianco · c6 alfiere del nero · e6 cavallo del bianco · f6 re del nero · g6 torre del nero · d5 pedone del nero · g5 alfiere del nero · f4 pedone del bianco · h4 donna del bianco · a3 alfiere del bianco · g3 cavallo del bianco · a2 re del bianco · e1 torre del bianco | c8 alfiere del bianco · e8 cavallo del nero · g8 cavallo del nero · c7 torre del nero · f7 pedone del bianco · c6 alfiere del nero · e6 cavallo del bianco · f6 re del nero · g6 torre del nero · d5 pedone del nero · g5 alfiere del nero · f4 pedone del bianco · h4 donna del bianco · a3 alfiere del bianco · g3 cavallo del bianco · a2 re del bianco · e1 torre del bianco | c8 alfiere del bianco · e8 cavallo del nero · g8 cavallo del nero · c7 torre del nero · f7 pedone del bianco · c6 alfiere del nero · e6 cavallo del bianco · f6 re del nero · g6 torre del nero · d5 pedone del nero · g5 alfiere del nero · f4 pedone del bianco · h4 donna del bianco · a3 alfiere del bianco · g3 cavallo del bianco · a2 re del bianco · e1 torre del bianco | c8 alfiere del bianco · e8 cavallo del nero · g8 cavallo del nero · c7 torre del nero · f7 pedone del bianco · c6 alfiere del nero · e6 cavallo del bianco · f6 re del nero · g6 torre del nero · d5 pedone del nero · g5 alfiere del nero · f4 pedone del bianco · h4 donna del bianco · a3 alfiere del bianco · g3 cavallo del bianco · a2 re del bianco · e1 torre del bianco | c8 alfiere del bianco · e8 cavallo del nero · g8 cavallo del nero · c7 torre del nero · f7 pedone del bianco · c6 alfiere del nero · e6 cavallo del bianco · f6 re del nero · g6 torre del nero · d5 pedone del nero · g5 alfiere del nero · f4 pedone del bianco · h4 donna del bianco · a3 alfiere del bianco · g3 cavallo del bianco · a2 re del bianco · e1 torre del bianco | c8 alfiere del bianco · e8 cavallo del nero · g8 cavallo del nero · c7 torre del nero · f7 pedone del bianco · c6 alfiere del nero · e6 cavallo del bianco · f6 re del nero · g6 torre del nero · d5 pedone del nero · g5 alfiere del nero · f4 pedone del bianco · h4 donna del bianco · a3 alfiere del bianco · g3 cavallo del bianco · a2 re del bianco · e1 torre del bianco | 1 |
|   | a | b | c | d | e | f | g | h |   |

Soluzione:
1. Cd8!  (2. Ch5#)
1... Rg7/Txc8/Ad7  2. f8=D#

1... Td7  2.fxe8=C#

1... Tg7  2. Te6#

1... Th6  2. Dxg5#